# Magma (album Kōshiego Inaby)
Magma (jap. マグマ Maguma) – pierwszy album studyjny japońskiego piosenkarza Kōshiego Inaby, wydany 29 stycznia 1997 roku. Osiągnął 1 pozycję w rankingu Oricon i pozostawał na liście przez 12 tygodni, sprzedał się w nakładzie 1 001 160 egzemplarzy.
Album zdobył status płyty Milion oraz nagrodę „Rock Album of the Year” podczas rozdania 12th Japan Gold Disc Award.

## Lista utworów
| CD (BMCR-7012) |                                                           |      |
| Nr             | Tytuł                                                     | Czas |
| 1.             | „Reiketsu” (jap. 冷血)                                    | 2:15 |
| 2.             | „Kuchibiru” (jap. くちびる)                               | 4:15 |
| 3.             | „Sono switch o ose” (jap. そのswitchを押せ)               | 3:33 |
| 4.             | „Nami” (jap. 波)                                          | 4:46 |
| 5.             | „Nemurenai no wa dare no sei” (jap. 眠れないのは誰のせい) | 4:02 |
| 6.             | „Soul Station”                                            | 6:35 |
| 7.             | „arizona”                                                 | 5:02 |
| 8.             | „Fūsen” (jap. 風船)                                       | 3:52 |
| 9.             | „Taifū demo kurya ii” (jap. 台風でもくりゃいい)           | 3:10 |
| 10.            | „Shakunetsu no hito” (jap. 灼熱の人)                      | 3:58 |
| 11.            | „Nani mo nai machi” (jap. なにもないまち)                 | 2:49 |
| 12.            | „Chopsticks”                                              | 2:15 |
| 13.            | „JEALOUS DOG”                                             | 4:31 |
| 14.            | „Ai naki michi” (jap. 愛なき道)                           | 4:32 |
| 15.            | „Little Flower”                                           | 6:12 |

## Notowania
| Lista                      | Pozycja |
| -------------------------- | ------- |
| Oricon Weekly Albums Chart | 1       |
| Oricon Yearly Albums Chart | 21      |